# メピラミン
メピラミン(Mepyramine)またはピリルアミン(Pyrilamine)は、H1受容体をターゲットとした第1世代の抗ヒスタミン薬である。しかし、しばしば脳まで急速に浸透し、眠気を催す。抗コリン薬の作用も持つ。一般的な風邪や月経症状の治療のための市販薬の成分にも使われる。虫刺されや発疹の際に用いられる市販の抗ヒスタミンクリームであるAnthisanやNeoanterganの成分でもある。